# نوریه مراح بنیده
نوریه مراح بنیده (عربی: نورية مراح بنيدة، زاده ۱۹ اکتبر ۱۹۷۰) دونده زن اهل الجزایر بود.